# Marbach (Lucerna)
Marbach es una comuna suiza del cantón de Lucerna, situada en el distrito de Entlebuch. Limita al norte con la comuna de Escholzmatt, al este con Flühli, al sur con y al oeste con Schangnau, Trub y Eggiwil, estas tres últimas en el cantón de Berna. 
Situada en un valle adyacente al de Entlebuch, y cercana a Thun, destaca por su gran iglesia católica profusamente decorada en su interior con motivos barrocos.